# Baobabová alej

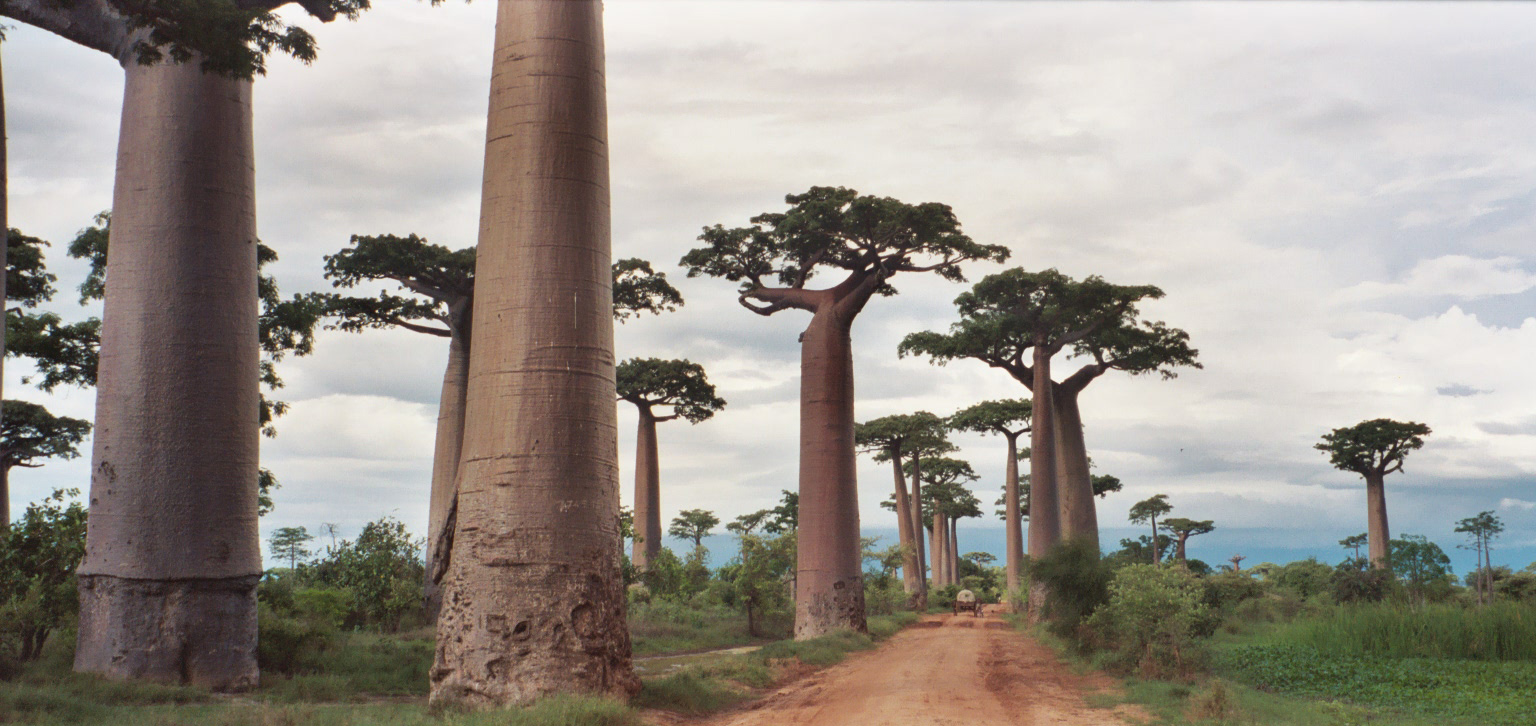
Baobabová alej

Baobabová alej (francouzsky Allée des baobabs) jsou dvě řady stromů druhu baobab Grandidiérův lemující cestu z Belon'i Tsiribihina do Morondavy v regionu Menabe na Madagaskaru. Alej měří 260 metrů a tvoří ji dvacet až pětadvacet stromů, vysokých okolo třiceti metrů, jejichž stáří se odhaduje až na 800 let. Alej a několik solitérních stromů v okolí jsou posledními pozůstatky původních baobabových lesů v oblasti.
V roce 2007 prohlásilo madagaskarské ministerstvo životního prostředí alej chráněným územím. Stromy patří k symbolům Madagaskaru a nejvýznamnějším atrakcím pro jeho návštěvníky. Organizace Conservation International proto vytvořila projekt na rozvoj místní ekoturistiky.